# Wiceprezydenci Beninu

## Chronologiczna lista
| #                  | Premier                         | Portret | Kadencja        | Kadencja      | Partia polityczna | Partia polityczna |
| #                  | Premier                         | Portret | Od              | Do            | Partia polityczna | Partia polityczna |
| ------------------ | ------------------------------- | ------- | --------------- | ------------- | ----------------- | ----------------- |
| Republika Dahomeju |                                 |         |                 |               |                   |                   |
| 1                  | Sourou-Migan Apithy (1913–1989) |         | 1 sierpnia 1960 | 1963          |                   | PDD               |
| 2                  | Justin Ahomadegbé (1917–2002)   |         | styczeń 1964    | listopad 1965 |                   | PDD               |
| Republika Beninu   |                                 |         |                 |               |                   |                   |
| 3                  | Mariam Chabi Talata (ur. 1963)  |         | 24 maja 2021    | nadal         |                   | UPR               |